# Marcelo Paixão de Araújo
Marcelo Paixão de Araújo (23 de outubro de 1947 - 18 de março de 2009) foi um empresário e militar brasileiro, que, como oficial do exército durante os Anos de Chumbo da ditadura militar, torturou confessadamente cerca de trinta presos políticos.
Integrante de uma tradicional família mineira, dona do Banco Mercantil e da seguradora Minas-Brasil, Marcelo serviu como segundo-tenente do exército, entre 1968 e 1971, no 12º Regimento de Infantaria, em Belo Horizonte, Minas Gerais, conhecido centro militar de tortura mantido pela repressão política da época. Foi condecorado pelo governo brasileiro em 1971 com a Medalha da Inconfidência por serviços prestados como militar do exército brasileiro. A medalha foi conferida em Ouro Preto(MG) durante a solenidade de 21 de abril por autoridades civis e militares.[carece de fontes?]
Em entrevista à revista Veja, em 1998, Marcelo veio a tornar-se o primeiro torturador assumido e confesso da ditadura, tendo relatados contra si, textualmente, pelo livro Brasil: Nunca Mais, o total de 22 casos de torturas, denunciados oficialmente pelas vítimas, sendo o maior torturador conhecido - em número de acusações - da ditadura militar brasileira, de acordo com o ranking montado pela revista, baseada nos documentos apresentados pelo livro.
O ex-tenente confessadamente declarou que as acusações feitas contra ele pelo livro eram verídicas e que os principais métodos de obter confissão de presos através da tortura eram o espancamento, o afogamento, a palmatória, o pau de arara e choques elétricos no corpo do interrogado.
Na época das declarações do ex-tenente, seus atos foram defendidos pelo deputado Jair Bolsonaro, ex-capitão do exército e atual deputado federal do Partido Progressista.
Em dezembro de 2008, já doente, com um câncer em estágio avançado, teve contra si um processo aberto por crimes contra a Humanidade, movido por deputados federais do PT e do PSB.
Em março de 2009, dez anos depois da suposta confissão a revista, morreu em um hospital da capital mineira aos 61 anos de idade.
O Supremo Tribunal Federal julgou em abril de 2010 que os crimes de tortura acontecidos durante a época do regime militar estão cobertos pela Lei da Anistia promulgada em 1979. No entanto, em maio de 2014, o PSOL entrou com nova ADPF sobre a matéria.